# SSV 07 Schlotheim
SSV 07 Schlotheim is een Duitse voetbalclub uit Schlotheim, Thüringen. De club speelde voor 1933 op het hoogste niveau in de competitie van Wartburg.